# Pływanie na Mistrzostwach Świata w Pływaniu 2015 – 4 × 200 m stylem dowolnym kobiet

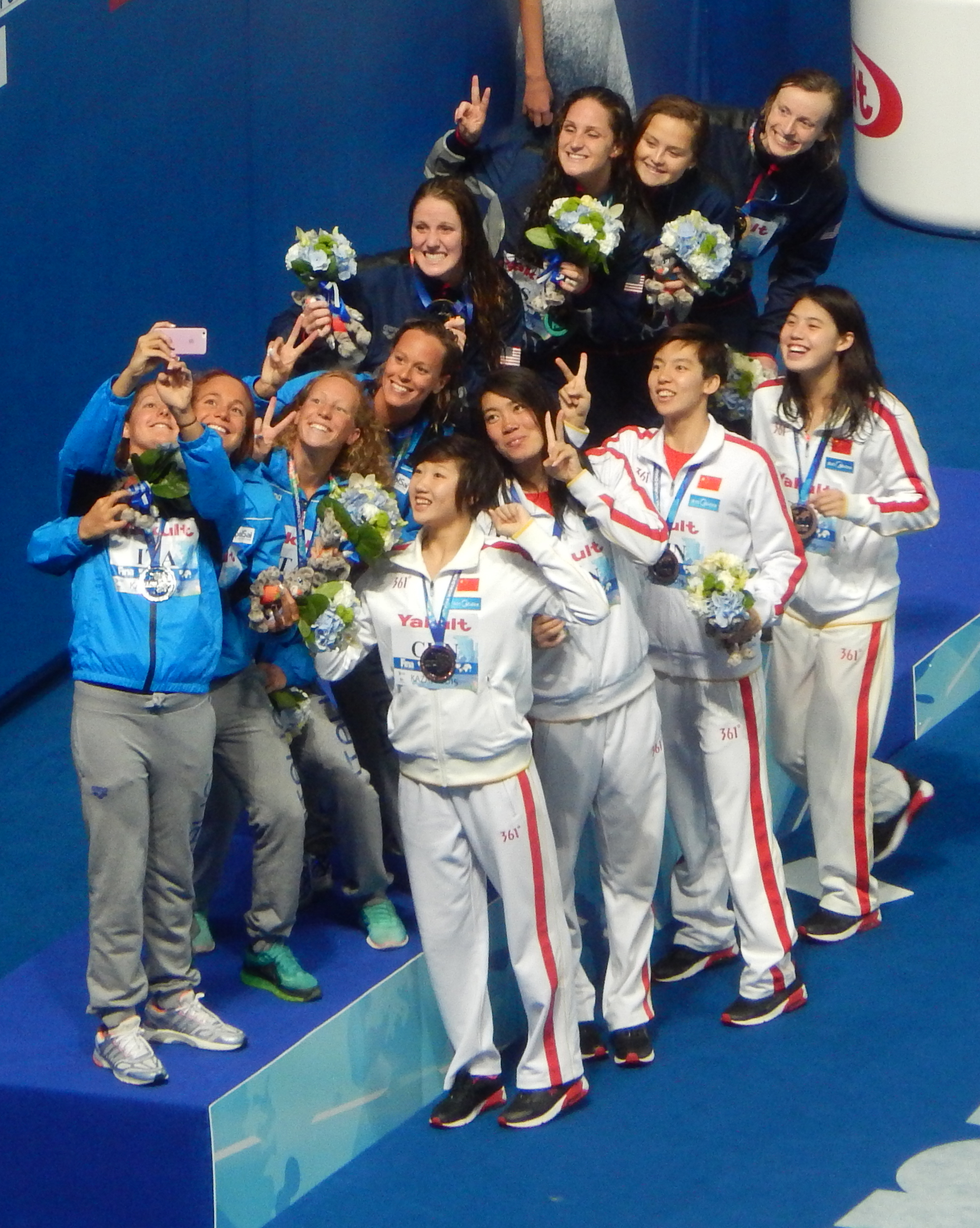
Ceremonia dekoracji

4 × 200 m stylem dowolnym kobiet – jedna z konkurencji rozgrywanych podczas Mistrzostw Świata w Pływaniu 2015. Zarówno eliminacje jak i finał odbyły się 6 sierpnia.
W tej konkurencji wzięło udział 80 pływaczek z 18 krajów.
Tytuł mistrzyń świata z 2013 roku obroniły Amerykanki. Srebrny medal zdobyły reprezentantki Włoch. Brąz wywalczyły Chinki.

## Rekordy
Przed zawodami rekordy świata i mistrzostw wyglądały następująco:
| Rekord                   | Reprezentacja                                                                                   | Czas    | Miejsce | Data          |
| ------------------------ | ----------------------------------------------------------------------------------------------- | ------- | ------- | ------------- |
| Rekord świata            | Chiny · Yang Yu (1:55,47) · Zhu Qianwei (1:55,79) · Liu Jing (1:56,09) · Pang Jiaying (1:54,73) | 7:42,08 | Rzym    | 30 lipca 2009 |
| Rekord mistrzostw świata | Chiny · Yang Yu (1:55,47) · Zhu Qianwei (1:55,79) · Liu Jing (1:56,09) · Pang Jiaying (1:54,73) | 7:42,08 | Rzym    | 30 lipca 2009 |

## Wyniki

### Eliminacje
Eliminacje odbyły się o 10:57.
| Miejsce | Wyścig | Tor | Państwo           | Zawodniczka | Czas      | Uwagi |
| ------- | ------ | --- | ----------------- | --- | --------- | ----- |
| 1.      | 2      | 3   | Włochy            | Alice Mizzau (1:58,78) Erica Musso (1:58,05) Chiara Masini Luccetti (1:59,08) Federica Pellegrini (1:56,60)              | 7:52,51   | Q     |
| 2.      | 1      | 5   | Stany Zjednoczone | Leah Smith (1:57,52) Cierra Runge (1:58,65) Chelsea Chenault (1:58,04) Shannon Vreeland (1:58,40)                        | 7:52,61   | Q     |
| 3.      | 2      | 5   | Australia         | Bronte Barratt (1:57,67) Jessica Ashwood (1:58,98) Leah Neale (1:57,69) Emma McKeon (1:58,32)                            | 7:52,66   | Q     |
| 4.      | 2      | 8   | Szwecja           | Louise Hansson (1:58,45) Michelle Coleman (1:58,18) Stina Gardell (2:01,25) Sarah Sjöström (1:55,69)                     | 7:53,57   | Q     |
| 5.      | 2      | 2   | Chiny             | Qiu Yuhan (1:56,93) Shao Yiwen (1:59,44) Zhang Yuhan (1:59,67) Guo Junjun (1:58,27)                                      | 7:54,31   | Q     |
| 6.      | 2      | 4   | Japonia           | Chihiro Igarashi (1:58,52) Rikako Ikee (1:58,86) Sachi Mochida (1:58,36) Tomomi Aoki (1:58,84)                           | 7:54,58   | Q     |
| 7.      | 2      | 9   | Wielka Brytania   | Siobhan-Marie O’Connor (1:58,58) Rebecca Turner (1:58,47) Ellie Faulkner (1:59,21) Hannah Miley (1:58,73)                | 7:54,99   | Q     |
| 8.      | 2      | 7   | Francja           | Charlotte Bonnet (1:57,33) Coralie Balmy (1:57,36) Margaux Fabre (1:59,93) Ophélie-Cyrielle Étienne (2:00,46)            | 7:55,08   | Q     |
| 9.      | 1      | 6   | Rosja             | Wiktorija Andriejewa (1:58,84) Wieronika Popowa (1:57,75) Arina Opionyszewa (1:59,11) Daria Mułłakajewa (1:59,49)        | 7:55,19   |       |
| 10.     | 1      | 0   | Brazylia          | Manuella Lyrio (1:58,72) Jéssica Cavalheiro (1:59,64) Joanna Maranhão (1:59,57) Larissa Oliveira (1:59,22)               | 7:57,15   |       |
| 11.     | 1      | 1   | Kanada            | Katerine Savard (1:59,63) Alyson Ackman (1:59,43) Emily Overholt (1:58,62) Kennedy Goss (1:59,63)                        | 7:57,31   |       |
| 12.     | 1      | 4   | Niemcy            | Alexandra Wenk (2:01,21) Annika Bruhn (1:59,67) Marlene Huther (2:00,99) Johanna Friedrich (1:59,61)                     | 8:01,48   |       |
| 13.     | 1      | 7   | Austria           | Lisa Zaiser (2:00,69) Claudia Hufnagl (2:00,82) Jördis Steinegger (2:00,58) Lena Kreundl (2:03,14)                       | 8:05,23   |       |
| 14.     | 2      | 6   | Hongkong          | Camille Cheng (2:00,79) Stephanie Au (2:03,30) Sze Hang Yu (2:01,65) Siobhan Haughey (2:00,77)                           | 8:06,51   |       |
| 15.     | 2      | 0   | Szwajcaria        | Danielle Villars (2:02,69) Noemi Girardet (2:00,77) Martina van Berkel (2:03,26) Maria Ugolkova (2:01,87)                | 8:08,59   | NR    |
| 16.     | 1      | 3   | Kolumbia          | Jessica Camposano (2:04,24) Isabella Arcila (2:06,47) Carolina Colorado Henao (2:04,56) Maria Alvarez Pugliese (2:03,77) | 8:19,04   |       |
| 17.     | 1      | 2   | Turcja            | Gizem Bozkurt (2:03,04) Ekaterina Avramova (2:07,25) Halime Zülal Zeren (2:07,55) Merve Eroglu (2:06,55)                 | 8,24,39   |       |
| 18.     | 2      | 1   | Singapur          | Quah Ting Wen (2:03,17) Amanda Lim (2:06,73) Marina Chan (2:09,02) Rachel Tseng (2:05,68)                                | 8:24,60   |       |
| 19. !   | 1      | 8   | Węgry             | | 9:99,99 ! | DNS   |

### Finał

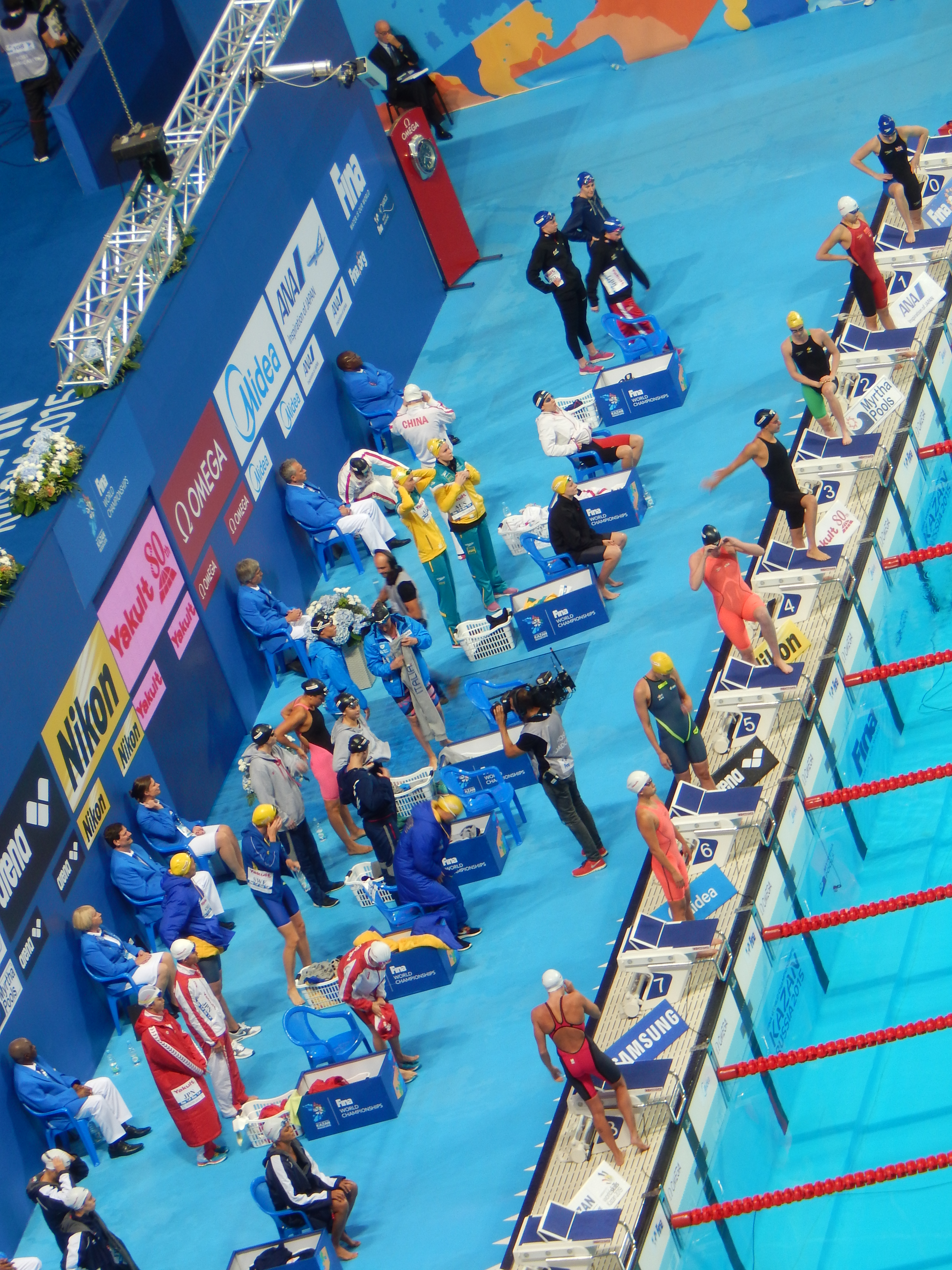
Przed finałem

Finał odbył się o 19:16.
| Miejsce | Tor | Państwo           | Zawodniczka                                                                                                  | Czas    | Uwagi |
| ------- | --- | ----------------- | --- | ------- | ----- |
| 1. !    | 5   | Stany Zjednoczone | Missy Franklin (1:55,95) Leah Smith (1:56,86) Katie McLaughlin (1:56,92) Katie Ledecky (1:55,64)             | 7:45,37 |       |
| 2. !    | 4   | Włochy            | Alice Mizzau (1:57,50) Erica Musso (1:58,66) Chiara Masini Luccetti (1:57,52) Federica Pellegrini (1:54,73)  | 7:48,41 |       |
| 3. !    | 2   | Chiny             | Qiu Yuhan (1:56,88) Guo Junjun (1:57,55) Zhang Yufei (1:58,73) Shen Duo (1:55,94)                            | 7:49,10 |       |
| 4.      | 6   | Szwecja           | Sarah Sjöström (1:54,31) · Louise Hansson (1:57,72) · Michelle Coleman (1:57,36) · Ida Marko-Varga (2:00,85) | 7:50,24 | NR    |
| 5.      | 1   | Wielka Brytania   | Siobhan-Marie O’Connor (1:57,78) Jazmin Carlin (1:56,35) Rebecca Turner (1:58,28) Hannah Miley (1:58,19)     | 7:50,60 |       |
| 6.      | 3   | Australia         | Bronte Barratt (1:58,14) Jessica Ashwood (1:58,32) Leah Neale (1:58,29) Emma McKeon (1:56,27)                | 7:51,02 |       |
| 7.      | 7   | Japonia           | Chihiro Igarashi (1:58,20) Rikako Ikee (1:57,70) Sachi Mochida (1:59,16) Tomomi Aoki (1:59,56)               | 7:54,62 |       |
| 8.      | 8   | Francja           | Charlotte Bonnet (1:58,15) Coralie Balmy (1:57,59) Cloé Hache (1:59,76) Margaux Fabre (2:00,48)              | 7,55,98 |       |